# وینستون پارکز
ویستون پارکز (انگلیسی: Winston Parks؛ زادهٔ ۱۲ اکتبر ۱۹۸۱) یک بازیکن فوتبال اهل کاستاریکا است.
وی همچنین در تیم ملی فوتبال کاستاریکا بازی کرده است. او در جام جهانی فوتبال ۲۰۰۲ نیز بازی کرده است.